# Tampere Ice Hall

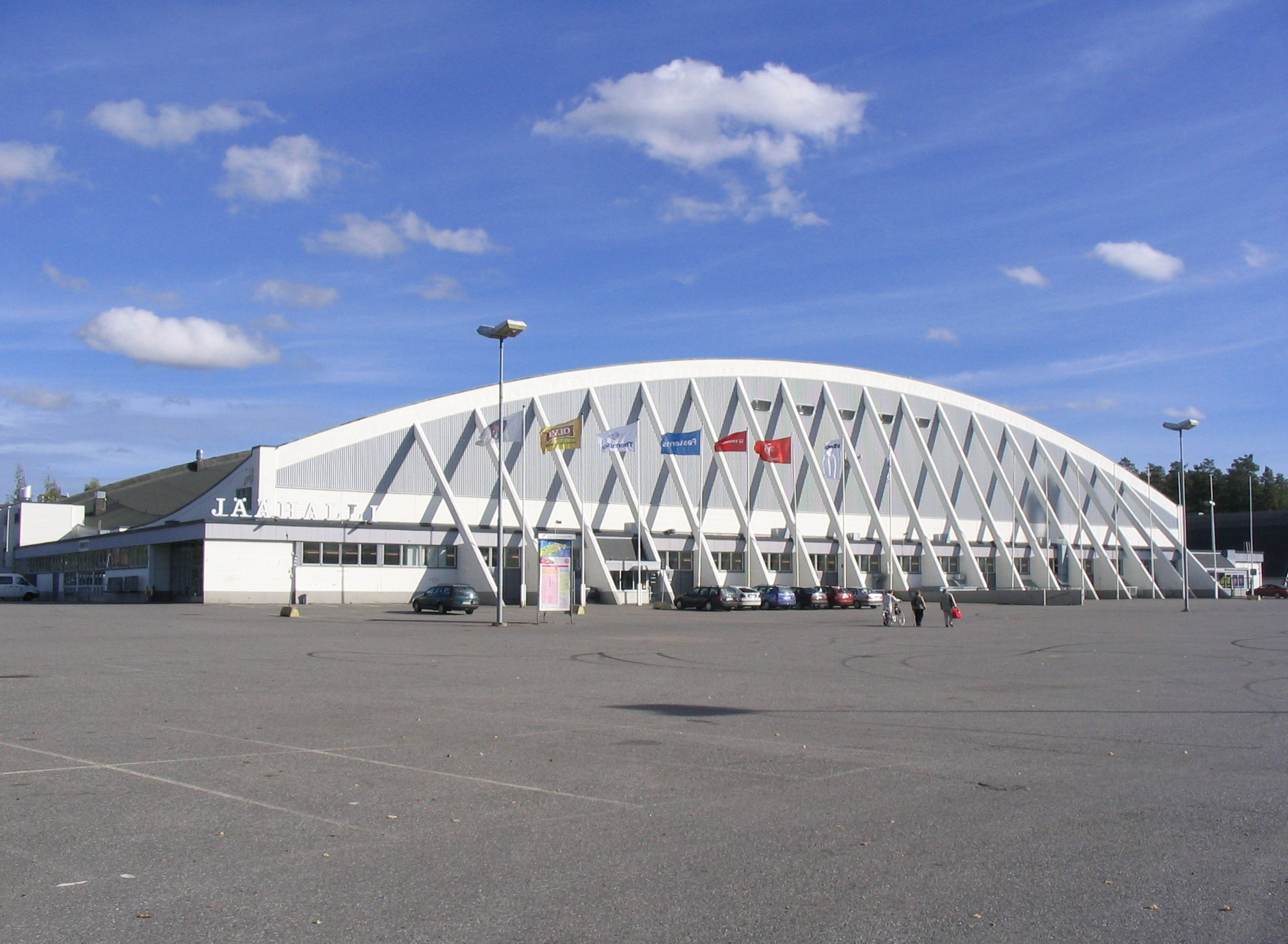
O Ice Hall de Tampere.

O Tampere Ice Hall é uma arena multiuso da cidade de Tampere, na Finlândia que suporta cerca de 7.800 pessoas para jogos de hóquei no gelo, mas que pode também acomodar 6.000 pessoas para apresentações musicais.
O local é uma das arena mais antigas do país, aberta em 1965, e é a sede dos times Ilves e Tappara, da liga de hóquei SM-liiga.